# Der moderne staat
dms – der moderne staat – Zeitschrift für Public Policy, Recht und Management ist eine deutsche interdisziplinäre wissenschaftliche Fachzeitschrift, die sich mit Staat, Verwaltung und Public Policy befasst. Die Beiträge stammen überwiegend aus den Gebieten der Politik-, Rechts-, Wirtschafts- und Verwaltungswissenschaften und beschäftigen sich vor allem mit der Funktionsweise staatlichen Handelns, dem Wandel öffentlicher Aufgaben und der Steuerungsfähigkeit des Staates. Sämtliche Artikel unterliegen einem wissenschaftlichen doppelt-blinden Peer-Review.

## Geschichte
dms – der moderne staat entstand aus der von 2004 bis 2009 dauernden Forschungsinitiative Der Staat in der Veränderung an der Leibniz Universität Hannover. Die erste Ausgabe der Zeitschrift erschien im Jahr 2008 unter dem Titel Bürokratie in der Kritik.

## Inhalt
Die Zeitschrift ist interdisziplinär angelegt und vereinigt Beiträge aus den Politik-, Rechts-, Wirtschafts- und Verwaltungswissenschaften. Ferner finden auch Aufsätze aus den Bereichen Betriebs- und Finanzwissenschaft sowie der Organisationssoziologie und des Public Managements Beachtung. Im Fokus stehen die Voraussetzungen, Funktionsweise und Folgen staatlichen Handelns, zum Beispiel der Wandel der Bestimmung und Erfüllung öffentlicher Aufgaben, die nationale Steuerungsfähigkeit und Supranationalisierung sowie die Umsetzung und Bewertung öffentlicher Programme. Dabei wendet sich dms vornehmlich sowohl an die Wissenschaft als auch an Management in Verwaltung und Unternehmen.
Die Ausgaben von dms – der moderne staat sind in mehrere Bereiche untergliedert. Neben Beiträgen zu thematischen Schwerpunkten, die von wechselnden Gastherausgebern editiert werden, und Abhandlungen finden sich unter anderem auch Beiträge zur Forschungsagenda sowie Essays und Literaturberichte. Die Sprache der Aufsätze ist mehrheitlich Deutsch, hinzu treten Originalbeiträge in englischer Sprache. Die Autorenschaft besteht hauptsächlich aus Wissenschaftlern der jeweiligen Fachgebiete.

## Erscheinungsweise und Herausgeber
dms – der moderne staat erscheint halbjährlich jeweils im Juni und Dezember. Die Beiträge können auch auf der Internetseite kostenpflichtig abgerufen werden oder sind im Open Access verfügbar. Zudem existiert ein Sonderheft aus dem Jahr 2013 mit dem Titel Wissen und Expertise in Politik und Verwaltung. Verlegt wird die Zeitschrift vom Verlag Barbara Budrich mit Sitz in Leverkusen.
Geschäftsführender Herausgeber war seit Mai 2011 Marian Döhler, der Bernhard Blanke nachfolgte. Seit 2018 sind Sylvia Veit und Thurid Hustedt geschäftsführende Herausgeberinnen der Zeitschrift. In dem international besetzten wissenschaftlichen Beirat und dem Herausgeberkreis befinden sich unter anderem Vertreter der Universität Oxford, der Universität Oslo, des Institut d’études politiques de Bordeaux und der Universität St. Gallen.